# Ozernoï
Pour les articles homonymes, voir Ozernoï (homonymie).
L'Ozernoï, en russe Озерной, appelé aussi Ozernaïa, est un volcan de Russie situé dans le Sud de la péninsule du Kamtchatka.

## Géographie
L'Ozernoï est situé dans l'Extrême-Orient russe, dans le sud de la péninsule du Kamtchatka. La caldeira de Ksoudatch se situe à proximité immédiate en direction du sud-est et la ville d'Ozernovski se trouve vers le sud-ouest.
Culminant à 560 mètres d'altitude, l'Ozernoï domine la vallée qu'il occupe d'environ 300 mètres. La montagne à la base circulaire et aux flancs peu pentus et réguliers a un volume de deux kilomètres cubes,. Sa forme est caractéristique des volcans boucliers composés de basalte.

## Histoire
L'Ozernoï s'est formé au début de l'Holocène mais sa dernière éruption reste inconnue.